# Lepelaarplassen
Lepelaarplassen este o arie protejată (arie de protecție specială avifaunistică — SPA) din Țările de Jos întinsă pe o suprafață de 356 ha, integral pe uscat.

## Localizare
Centrul sitului Lepelaarplassen este situat la coordonatele 52°24′29″N 5°12′30″E / 52.4081°N 5.2084°E.

## Înființare
Situl Lepelaarplassen a fost declarat arie de protecție specială avifaunistică în mai 1994 pentru a proteja 11 specii de animale.

## Biodiversitate
Situată în ecoregiunea atlantică, aria protejată nu include niciun habitat protejat.
La baza desemnării sitului se află mai multe specii protejate de  păsări (11): rață sulițar (Anas acuta), rață lingurar (Anas clypeata), rață pestriță (Anas strepera), gâscă cenușie (Anser anser), rață-cu-cap-castaniu (Aythya ferina), rața moțată (Aythya fuligula), sitar de mâl (Limosa limosa), ferestraș mic (Mergus albellus), cormoran mare (Phalacrocorax carbo), lopătar (Platalea leucorodia), ciocântors (Recurvirostra avosetta).